# Sciomyza dryomyzina
Sciomyza dryomyzina är en tvåvingeart som beskrevs av Zetterstedt 1846. Sciomyza dryomyzina ingår i släktet Sciomyza och familjen kärrflugor. Arten är reproducerande i Sverige. Inga underarter finns listade i Catalogue of Life.